# Muddenahalli, Chiknayakanhalli
Muddenahalli là một làng thuộc tehsil Chiknayakanhalli, huyện Tumkur, bang Karnataka, Ấn Độ.